# Godfried Roëll
Godfried Leonard Roëll (Utrecht, 5 de abril de 1908-Zeist, 17 de marzo de 1934) fue un deportista neerlandés que compitió en remo. Ganó dos medallas en el Campeonato Europeo de Remo, oro en 1931 y plata en 1933.

## Palmarés internacional
| Campeonato Europeo | Campeonato Europeo | Campeonato Europeo | Campeonato Europeo |
| Año                | Lugar              | Medalla            | Prueba             |
| ------------------ | ------------------ | ------------------ | ------------------ |
| 1931               | París (Francia)    | Medalla de oro     | Dos sin timonel    |
| 1933               | Budapest (Hungría) | Medalla de plata   | Cuatro sin timonel |